# Бутилен-1
Бутиле́н-1 (буте́н-1, химическая формула — C4H8) — органическое соединение, относящееся к классу непредельных углеводородов — алкенов (олефинов).

## Физические свойства
Бутилен — бесцветный газ с характерным запахом, температура кипения −6.6 °C, смеси бутилена с воздухом взрывоопасны. Плотность газа (при 0 °С и 0,1 МПа = 1 атм абс) — 2,503 кг/м3.
Оказывает наркотическое воздействие, раздражая верхние дыхательные пути. Имеет 4-й класс опасности (малоопасные вещества).

## Получение
Первоначально в промышленности бутилен выделяли из бутановой фракции различных нефтехимических процессов. Содержание бутилена в них составляет от 15 до 25 %.
Разделение бутановой фракции и выделение из неё бутилена весьма трудоемко по причине близости температур кипения её компонентов. Наиболее просто эта задача решается в том случае, если исходная бутановая фракция получена при экстрактивной ректификации продуктов дегидрирования н-бутана. В этом случае в технологическую схему включают аппаратуру для очистки бутилена от примесей 2-метилпропена и бутадиена-1,3. Традиционно отделяют 2-метилпропен экстракцией серной кислоты. Существуют также методы разделения, основанные на различной реакционноспособности 2-метилпропена и бутена-1 в процессах гидратации, этерификации первичными спиртами и алкилирования. Бутилен также можно выделить селективной адсорбцией на молекулярных ситах.
Также в промышленности бутилен получают каталитической дегидратацией бутанола при 300—350 °C; дегидрированием бутана, крекингом нефти и каталитическим крекингом вакуумного газойля.

## Сероочистка (демеркаптанизация) бутиленовой фракции
Прямогонную бутан-бутиленовую фракцию (ББФ) после каталитического крекинга необходимо очищать от сернистых соединений, которые в основном представлены метантиолом и этантиолом. Метод очистки ББФ от тиолов заключается в их щелочной экстракции из углеводородной фракции и последующей регенерации щелочи в присутствии гомогенных или гетерогенных катализаторов кислородом воздуха с выделением дисульфидного масла.

## Применение
- Широкое применение в синтезе бутадиена, бензина, бутанола, изооктана и полиизобутилена.
- Топливо в составе газовых смесей при газокислородной сварке и резке металлов, и в частности он содержится в новом газе МАФ (метилацетилен-алленовой фракции) применяемом в качестве дешёвой замены ацетилена.
- Сомономер при полимеризации этилена.